# Михалковичі
Михалковичі — новгородський боярський рід, представники якого були посадниками і відігравали значну політичну роль у житті Новгорода в другій половині XII — середині XIII століття. Представляли боярське політичне угруповання Прусської вулиці, яке перебувало в постійних зносинах з київськими та смоленськими Ростиславичами з генеалогічної лінії старших Мономаховичів. Неодноразово позбавлялися посадництва внаслідок повстань. Тільки Степану Твердиславичу вдалося правити довго (майже 13 років) та померти посадником. При посадництві Степана було укладено союз між боярами і князем, у результаті управління Новгородом було обопільним. Михалковичі, окрім державних справ, займалися будівництвом церков на Прусській вулиці. Твердислав удостоївся бути похованим в Арказькому монастирі св. Богородиці, а його син Степан — у Софійському соборі в Новгороді.

## Генеалогічна схема роду новгородських бояр Михалковичів
- Степан, боярин новгородський
  - Михалко Степанич, посадник новгородський (1176—1206)
    - Твердислав Михалкович, посадник новгородський (1206—1224)
      - Степан Твердиславич, посадник новгородський (1215—1243)
        - Михалко Степанич, посадник новгородський (1255—1257)
          - Твердислав-Семен Михайлович, посадник новгородський (1273—1287)
            - Кузьма Твердиславич, посадник новгородський (1331—1350)
              - Захарія Кузьмич, боярин новгородський
                - Семен Захар'їнич, боярин новгородський
                  - Кузьма Семенович, боярин новгородський
                    - Іван Кузьмич, боярин новгородський (1470—1478)

    - Федір-Феофілакт Михалкович, боярин новгородський (1219—1224)
      - Онанія Феофілактович, посадник новгородський (1255—1257)
        - Павша Онаньїнич, посадник новгородський (1268—1274)
          - Михайло Павшинич, посадник новгородський (1309—1316)
            - Захарія Михайлович, посадник новгородський (1332)
              - Ондріян Захар'їнич, посадник новгородський (1359)
              - Єсиф Захар'їнич, посадник новгородський (1388—1409)

          - Данило Павшинич, боярин новгородський (1326—1328)
            - Федір Данилович (1335—1351)
            - Михайло Данилович (1350—1392)
            - Тарасій Данилович
            - Ондрій Данилович (1342—1351)
              - Дмитро Ондрієвич